# Boisdorfer See
Der Boisdorfer See ist ein Tagebaurestsee, der bei der Rekultivierung des ehemaligen Tagebaus Frechen in einer Geländemulde angelegt wurde. Der See ist nach dem ehemaligen Kerpener Ortsteil Boisdorf benannt, welcher beim Auskohlen des Tagebaus 1975 abgebaggert wurde und in etwa am Ort des heutigen Sees gelegen hat.
Der See ist etwa 24 m tief, 17 ha groß und hat ein Volumen von etwa 1,5 Mio. m³. Gespeist wird der künstliche See durch die Kleine Erft; das Gelände um den See dient dem Erftverband auch als Hochwasserrückhaltebecken für den Fluss.
Der See und sein Umfeld dienen der Naherholung. Er steht im Biotopverbund mit dem Kerpener Bruch und dem anschließenden Marienfeld und ist Teil der im Rahmen der Regionale 2010 gestalteten Regio Grün im Naturpark Rheinland.
Ein Rundweg um den See und ein weiter gefasster Kirchweg, der die ehemaligen Ortszentren der abgebaggerten und umgesiedelten Ortsteile verbindet, und der Quirinus-Wanderweg durchs Marienfeld  sind angebunden  an Fernwanderwege, wie zum Beispiel den Erft-Radweg oder den Jacobsweg über Köln und Aachen.